# Comuna Suiemți, Baranivka
Suiemți (în ucraineană Суємецька сільська рада) este o comună în raionul Baranivka, regiunea Jîtomîr, Ucraina, formată din satele Suiemți (reședința) și Volodîmîrivka.

## Demografie
Componența lingvistică a satului Suiemți
     Ucraineană (99,4%)
     Alte limbi (0,6%)
Conform recensământului din 2001, majoritatea populației satului Suiemți era vorbitoare de ucraineană (99,4%), existând în minoritate și vorbitori de alte limbi.